# Bobcat (mikroarchitektúra)
A Bobcat egy az AMD által kifejlesztett mikroarchitektúra, amellyel a kis fogyasztású, alacsony árú eszközök piacát célozták meg.
2007-ben a Computex vásáron elhangzott beszédében jelentette be Henri Richard, az AMD akkori alelnöke, és 2011 első negyedévében került a gyártásba. A fejlesztést az X86 piac telítettsége motiválta, miszerint igen nehéz új eszközzel megjelenni az egymagos, 10–100 wattos fogyasztású mezőnyben, de egy egyszerűbb és az 1–10 watt fogyasztási kategóriába eső termék sikeres lehet. A cég reményei szerint egy ilyen processzor az 1 watt alatti fogyasztású kézi eszközök körében is sikert arathat.
A Bobcat magokat a GPU magokkal együtt alkalmazzák a gyorsított feldolgozóegységekben (APU), és a Fusion márkanév alatt jelennek meg.
2009 novemberében az AMD közreadott egy, a specifikációt és előnyöket részletező egyszerűsített szerkezeti vázlatot, amely az AMD korábbi fejlesztési elképzeléseit tükrözi, mely szerint az x86-os architektúra fog megjelenni „mindenhol”.

## Felépítés
A Bobcat x86-os CPU felépítés véglegesült, és az implementált processzorok megjelentek az AMD APU termékeiben, ezek igen alacsony – 1 watt vagy annál is kevesebb – hőelvezetési mutatóval rendelkeznek (thermal design power, TDP – ez azt mutatja, hogy milyen hőtermeléssel kell számolni az eszköz hűtőrendszerének tervezésekor). Ezeket a magokat a kisfogyasztású piacokra szánják, mint pl. netbook / nettop készülékek, ultrahordozható laptopok, a háztartási elektronikai és beágyazott eszközök piacára. Indulása óta a Bobcat-alapú CPU-k azonban megjelentek az OEM-ek nagyobb laptopjaiban is. A felépítés specifikációi:
- 64 bites mag
- Soronkívüli végrehajtás (out-of-order execution)
- Fejlett elágazás-előrejelző logika (branch predictor)
- Kettős x86 utasítás-dekódoló
- 64 bites egészértékű egység, két ALU-val
- Lebegőpontos egység két 64 bites futószalaggal
- Egycsatornás 64 bites memóriavezérlő
- 32 KiB utasítás-, 32 KiB adat-gyorsítótár és egy 512 KiB–1 MiB méretű L2 gyorsítótár
- Utasításkészlet-támogatás: MMX, SSE, SSE2, SSE3, SSSE3, SSE4a

## A Jaguar mag
2013 februárjában az AMD bejelentette a  Bobcat utódjának részletes terveit, a Jaguar architektúrát. A Jaguar-alapú CPU-k négy alacsony fogyasztású magban jelennek meg. A cég egy különleges, nyolc Jaguar magot tartalmazó CPU-t is tervez, amely a Sony PlayStation 4 és a Microsoft Xbox One játékkonzoljait fogja meghajtani.

## Kapható processzorok
2011 januárjában az AMD több Bobcat magos processzorral is megjelent a piacon.
Ezek a magok a következő AMD gyorsított processzorokba vannak beépítve:
| Sorozat ^ | Modell  | CPU órajel (MHz)  | CPU magok | TDP (W) | L2 gyorsítótár (KiB) | Radeon magok | GPU órajel (MHz) | DirectX verzió | UVD   | DDR3 sebesség |
| --------- | ------- | ----------------- | --------- | ------- | -------------------- | ------------ | ---------------- | -------------- | ----- | ------------- |
| C-Series  | C-30    | 1000              | 1         | 9       | 512                  | 80           | 277              | 11             | UVD 3 | 1066          |
| C-Series  | C-50    | 1000              | 2         | 9       | 1024                 | 80           | 276              | 11             | UVD 3 | 1066          |
| C-Series  | C-60    | 1000/1333 (turbo) | 2         | 9       | 1024                 | 80           | 276/400 (turbo)  | 11             | UVD 3 | 1066          |
| C-Series  | C-70    | 1000/1333 (turbo) | 2         | 9       | 1024                 | 80           | 276/400 (turbo)  | 11             | UVD 3 | 1066          |
| E-Series  | E-240   | 1500              | 1         | 18      | 512                  | 80           | 500              | 11             | UVD 3 | 1066          |
| E-Series  | E-300   | 1300              | 2         | 18      | 1024                 | 80           | 500              | 11             | UVD 3 | 1066          |
| E-Series  | E-350   | 1600              | 2         | 18      | 1024                 | 80           | 492              | 11             | UVD 3 | 1066          |
| E-Series  | E-450   | 1650              | 2         | 18      | 1024                 | 80           | 508/600 (turbo)  | 11             | UVD 3 | 1333          |
| E-Series  | E1-1200 | 1400              | 2         | 18      | 1024                 | 80           | 500              | 11             | UVD 3 | 1066          |
| E-Series  | E1-1500 | 1480              | 2         | 18      | 1024                 | 80           | 529              | 11             | UVD 3 | 1066          |
| E-Series  | E2-1800 | 1700              | 2         | 18      | 1024                 | 80           | 523/680          | 11             | UVD 3 | 1333          |
| E-Series  | E2-2000 | 1750              | 2         | 18      | 1024                 | 80           | 538/700          | 11             | UVD 3 | 1333          |
| G-Series  | T-24L   | 0800              | 1         | 5       | 512                  | 80           | ?                | ?              | ?     | 1066          |
| G-Series  | T-30L   | 1400              | 1         | 18      | 512                  | 80           | ?                | ?              | ?     | 1333          |
| G-Series  | T-40N   | 1000              | 2         | 9       | 1024                 | 80           | 276              | 11             | UVD 3 | 1066          |
| G-Series  | T-44R   | 1200              | 1         | 9       | 512                  | 80           | 276              | 11             | UVD 3 | 1066          |
| G-Series  | T-48L   | 1400              | 2         | 18      | 1024                 | 80           | ?                | ?              | ?     | 1066          |
| G-Series  | T-48N   | 1400              | 2         | 18      | 1024                 | 80           | 492              | 11             | UVD 3 | 1066          |
| G-Series  | T-52R   | 1500              | 1         | 18      | 512                  | 80           | 492              | 11             | UVD 3 | 1066          |
| G-Series  | T-56N   | 1600              | 2         | 18      | 1024                 | 80           | 492              | 11             | UVD 3 | 1066          |
| Z-Series  | Z-01    | 1000              | 2         | 5.9     | 1024                 | 80           | 276              | 11             | UVD 3 | 1066          |
| Z-Series  | Z-60    | 1000              | 2         | 4.5     | 1024                 | 80           | 275              | 11             | UVD 3 | 1066          |

^ Az E-Series és C-Series külön egységek, a G-Series beágyazott egységek

## Lásd még
- Bulldozer, egy újabb mag a 10–125 wattos TDP tartományban.
- AMD Accelerated Processing Unit processzorok

## Fordítás
Ez a szócikk részben vagy egészben  a   Bobcat (microarchitecture) című angol Wikipédia-szócikk ezen változatának fordításán alapul.  Az eredeti cikk szerkesztőit annak laptörténete sorolja fel. Ez a jelzés csupán a megfogalmazás eredetét és a szerzői jogokat jelzi, nem szolgál a cikkben szereplő információk forrásmegjelöléseként.